# Амаракаэри
Амаракаэри — индейский язык, который относится к харакмбытской языковой семье (туйонери). Носителей языка амаракери около 500 человек; они проживают в Перу вдоль рек Мадре-де-Дьос и Колорадо. Язык амаракери также известен под уничижительным названием машко. Один из диалектов называется кисамбаери, это официальный язык, существует словарь этого языка.
Говорящие на амаракери принадлежат к племенам кочимбери, купондиридери, винтапери, вакитанери и каренери.